# Sucho v Česku 2015–2020
Sucho v Česku mezi lety 2015 a 2020 bylo nejvýznamnější sucho v historii ČR v záznamech doprovázené navíc významně vyššími teplotami, které jsou důsledkem probíhající klimatické změny. Zatímco v letech 2014, 2016 a 2017 se dá zhodnotit pouze jako mírné[zdroj⁠?!] (96, 93 a 100 procent ročních srážek podle průměru z let 1981 – 2010), v letech 2015 a 2018 bylo sucho velmi silné (78 a 76 procent srážek), nejen v ČR, ale i okolních státech. Zatímco dlouhodobý průměrný roční srážkový úhrn za období 1981–2010 je 686 mm srážek, v období 2014 až 2018 spadlo ročně jen 598 mm srážek (86 procent).

## Dopad

### 2018
Následky sucha se na území ČR projevily výrazným poklesem hladin řek a zdražením některých potravin.[zdroj?] Škody v českém zemědělství byly odhadnuty na 11 až 12, v Polsku 11, a v Německu 17 miliard Kč. Na jihu a jihozápadě Moravy v řekách a rybnících též uhynulo mnoho ryb.[zdroj?]

### 2019
Proti předchozímu roku přišlo sucho vysokých stupňů už o měsíc dříve, v dubnu. Hladina spodních vod byla v roce 2019 už ve výrazném deficitu oproti normálu a obnovení by mohlo trvat i několik let. Do stovek obcí se musela dovážet voda a zdroje z mělké podzemní vody byly ohroženy.
Kvůli srážkově chudému období od 20. března do 20. dubna, kdy průměrně spadlo jen 6 mm srážek, se v dubnu vyskytlo dvojnásobné množství požárů než je obvyklé. Podle satelitních údajů je Česko vedle Polska jednou z nejzasaženějších oblastí probíhajícího období sucha v Evropě.
| Datum       | Místo                               | rozloha | škoda        |
| ----------- | ----------------------------------- | ------- | ------------ |
| 17.4.       | poblíž Kostelce, Plzeňský kraj      | 4 ha    | ?            |
| 19. – 20.4. | Středočeský kraj                    | 5 ha    | ?            |
| 20.4.       | Orlické hory                        | 2,5 ha  | 10 000 Kč    |
| 22.4.       | poblíž vrchu Krkavec, Plzeňský kraj | 12 ha   | 2 000 000 Kč |

V dubnu uváděli zemědělci, že kvůli extrémnímu nedostatku srážek během 5 týdnů docházelo k tomu, že plodiny vůbec nevzcházely nebo zasychávaly, a to včetně méně náročné vojtěšky nebo trávy. 21. dubna už ve třetině republiky platily dva nejhorší ze šesti stupňů sucha a 99 % území bylo postiženo aspoň nějakým stupněm sucha. Nejhorší stav byl na střední a jižní Moravě, v části Moravskoslezského kraje, v Polabí a Poohří. Nejmírnější sucho panovalo jihozápadně od Prahy a na velmi malých oblastech jižních Čech či jižní Moravy.
Na konci června přišla ze severní Afriky do celé Evropy vlna veder a v Česku padaly teplotní rekordy. Vzduch byl tak suchý, že se při přechodu studené fronty 27. června v Česku nevytvořily obvyklé bouřky. Teplota v Doksanech (Ústecký kraj) se vyšplhala až na 38,9 °C, což je nový červnový rekord pro ČR. Oproti časům před 30 až 60 lety se změnil model léta – dříve červny zaznamenávaly spíše nižší teplotu a teplé léto přicházelo až po nich v červenci a srpnu. V současnosti ale přichází vlny veder čím dál častěji rovnou v červnu. 28. června byl ve Francii stanoven nový teplotní rekord, 46,0 stupně, který překonal dosavadní rekord z roku 2003 o 1,9 stupňů.
Za prvních 6 měsíců činí odchylka teploty +1,6 °C. Spadlo 97,5 % průměrných srážek (odchylka od normálu 1981–2010).
V červenci už vykazovalo extrémní a výjimečné sucho měřené metodou projektu InterSucho 63 % republiky – téměř celé Čechy a severovýchodní Morava. Zemědělci očekávali snížení výnosů v závislosti na regionu mezi 10 a 30 % hlavně u obilovin, řepky a okopanin. Riziko extrémního poškození suchem a ztráty výnosů vyšší než 40 % zemědělci očekávali v okresech Litoměřice, Louny, Most, Benešov a Plzeň-jih, těžké poškození a ztrátu 30 až 40 % očekávaly okresy Chomutov, Plzeň-sever, Kladno, Příbram, Tábor, Praha-východ, Trutnov, Rychnov nad Kněžnou, Pardubice, Bruntál a Znojmo. Sucho bylo fatální i na Krkonoších, jejichž lesy ohrožovaly požáry i rozrůstající se kůrovcová kalamita, vzácná rašeliniště měla nedostatek vody a nedostatek vody byl i v tekoucích vodách – prameny slábly a přestávaly téct i některé potoky. Náměstek ředitele Krkonošského národního parku Václav Jansa k tomu uvedl, že je potřeba lesy přeměnit na odolnější vícevrstevné a druhově rozrůzněné, které budou lépe čelit třeba kůrovci.
Požár strniště poblíž Chocova v Jihočeském kraji (26.7.) zasáhl plochu 20 ha a způsobil škody v hodnotě zhruba 450 000 Kč. Ve stejný den v Moravskoslezském kraji požár pole způsobil škodu 40 000 Kč, když zasáhl 8 ha.

### 2020
V Česku od roku 2015 do června 2020 kumulativně chyběl zhruba rok srážek. Například pro povodí Labe v ČR o rozloze 50 tisíc km² to představuje deficit přes 30 miliard tun vody ze srážek za 5 let. Ovšem nedostatek vody v krajině je ve skutečnosti menší. Dlouhodobý průměrný odtok Labe 313 m³/s představuje běžně ztrátu 50 miliard tun vody za 5 let. Ovšem průtoky řek jsou v posledních letech silně podprůměrné, takže i ztráta vody odtokem z krajiny je značně menší.
Sucho a ranní mrazíky z jara způsobily na úrodě značné škody. V červnu spadlo velmi nadprůměrné (180 % červnového normálu) množství srážek (ovšem jen malý díl ročního průměru), které výrazně zlepšilo stav sucha. Půda je po nich vodou nasycená na většině území ČR a vyskytují se povodně.
V říjnu se na Moravě a ve východních Čechách vyskytly významné a plošné povodně. V reakci na tuto událost se index SPEI-24, který hodnotí závažnost sucha, v Česku dostal po 6 letech nad hranici 0, což indikuje konec suché epizody a začátek vlhké. Je však nutné podotknout, že index je jen lehce nad hranicí nuly a může opět klesnout do záporných hodnot značících sucho.
Srážky za rok 2020 nakonec byly 112 % srážkového normálu.